# Paepalanthus schuechianus
Paepalanthus schuechianus är en gräsväxtart som beskrevs av Friedrich August Körnicke. Paepalanthus schuechianus ingår i släktet Paepalanthus och familjen Eriocaulaceae. Inga underarter finns listade i Catalogue of Life.